# Жодейко, Флор Антонович
Флор Антонович Жодейко (1800 — 1852) — магистр физико-математических наук, надворный советник, директор императорского имения Студенец и школы садоводства.

## Биография
Воспитывался в Смоленской губернской гимназии на казённом коште. По окончании гимназического курса (1819) был направлен казённокоштным студентом в Московский университет с обязанностью возвратиться на службу учителем в Смоленскую гимназию. Окончил физико-математическое отделение Московского университета в 1822 году со степенью кандидата. За лучший доклад по зоологии на тему, заданную профессором Г. И. Фишером был награждён серебряной медалью (1821). Обязательство принять звание учителя математики и физики в Смоленской гимназии с разрешения начальства и по взаимному соглашению была им передана его товарищу по младшему курсу. Жодейко же был направлен в создаваемую в это время Московскую земледельческую школу в должности учителя математики и черчения.
Защитил в Московском университете диссертацию на тему «О явлениях в атмосфере зависящих от преломления и отражения лучей света» (1826) и был удостоен звания магистра (1827). Советом университета был причислен к кафедре сельского хозяйства для преподавания математики и физики гражданским чиновникам при повышении квалификации (1828). Был секретарём училищного комитета (1829—1830). По назначению попечителя округа был направлен на математическое отделение университета для проведения занятий по практическому использованию физических инструментов (1829), а по поручению ректора университета читал лекции по физике во время болезни профессора. Преподавал в университете до 1835 года. 
Был старшим учителем математики и физики в старших классах 1-й московской гимназии (1830—1833), которая в 1833 году была преобразована в Дворянский институт. 
Инспектор Земледельческой школы (с 1830). За участие в управлении Земледельческой школой ему было объявлено высочайшее благоволение (1835) и был пожалован бриллиантовый перстень (1836). С 1838 году он был управляющим опытным хутором при Земледельческой школе; директор опытного хутора — в 1838—1839 годах. В 1841—1850 годах — директор императорского имения Студенец. 
В 1837 году был внесён в III часть дворянской родословной книги Московской губернии. Жена — Елизавета Петровна. Их дети: Леонид (1826—1878), художник; Ольга (1831—?); София (1832—?); Надежда (1835—?); Алексей (1837—?).
Умер во время холерной эпидемии осенью 1852 года в Санкт-Петербурге, где находился по собственным делам.